# محاصره بانیاس
محاصره بانیاس (عربی: حصار بانیاس) در ۷ می ۲۰۱۱ رخ داد. در دوران اعتراضات مردمی جنگ داخلی سوریه ارتش عربی سوریه شهر بانیاس را محاصره کرد و این محاصره یک هفته به طول انجامید. دولت سوریه این عملیات را اقدامی علیه سرکوب تروریست‌ها خواند در حالی که اپوزیسیون سوریه معتقد است هدف از این عملیات سرکوب طرفداران دموکراسی است.